# Naqing
Das Dorf Naqing (chinesisch 纳庆村) liegt im Südwesten der Gemeinde Luosu 罗苏乡 des  Kreises Luodian (罗甸县) im Autonomen Bezirk Qiannan der Bouyei und Miao im Süden der chinesischen Provinz Guizhou.
Es hat eine Gesamtfläche von ca. 10 km². Seine wichtigsten Anbauprodukte sind Frühgemüse, Reis und Mais. Die wichtigsten Bodenschätze sind Eisenerz und Manganerz. Das Dorf hat knapp 600 Einwohner.

## Naqing-Profil
Das Naqing-Profil (Naqing section), ein Kandidat für das GSSP-Referenzprofil der Viséum-Serpukhovium-Grenze, liegt auf seinem Gebiet, wobei dieses biostratigraphisch durch das erste Vorkommen des Conodonten Lochriea ziegleri gekennzeichnet ist. Der Ort gilt wegen des Erstauftretens bestimmter weiterer Conodonten ebenfalls für das Kasimovium und das Moskovium als Kandidat.